# Dsungaripteroidea
Dsungaripteroides
Super-famille
Clade
Clades de rang inférieur
- † Germanodactylus
- † Elanodactylus
- † Azhdarchoidea
- † Ornithocheiroidea

Les Dsungaripteroidea forme un clade ou une super-famille fossile de ptérosaures au sein du sous-ordre des ptérodactyloïdes.

## Histoire évolutive
Les premiers fossiles connus attribués à ce groupe proviennent de la formation des argiles d'Octeville en France, datée du Jurassique supérieur de l'âge kimmeridgien, datée d'environ 155 millions d'années. Ils appartiennent à l'espèce Normannognathus wellnhoferi.

## Historique
La super-famille des Dsungaripteroidea est décrite en 1964 par le paléontologue chinois Yang Zhongjian,.

### Fossiles
Selon Paleobiology Database en 2025, cette super-famille des Dsungaripteroidea a quatre collections référencées de fossiles. Ces collections sont du Tithonien du Jurassique supérieur au Barrémien du Crétacé inférieur, c'est-à-dire datent du 152,1 à 125 Ma avant notre ère.

### Répartition
Ces collections viennent de quatre pays, une collection du Japon, une collection de Roumanie, une collection de Tanzanie et une du Colorado aux États-Unis.

## Liste des taxons
Selon Paleobiology Database en 2025, cette super-famille des Dsungaripteroidea a trois taxons inclus, deux familles et un genre :
- †Germanodactylidae Young, 1964 nomen dubium (groupe invalide)  de Dsungaripteroidea en 2004 par Maisch et al.
- †Nyctosauridae Hay, 1902
- †Puntanipterus Bonaparte & Sánchez, 1975[2].

## Classification
Les Dsungaripteroidea ont été définis en 2003 par David Unwin. Unwin a fait des Dsungaripteroidea le « clade le plus inclusif contenant à la fois Dsungaripterus weii et Germanodactylus cristatus ». Unwin, à cette époque, considérait ces deux espèces comme des parents proches. Cependant, des études plus récentes ont montré que Germanodactylus était beaucoup plus primitif, soit un archéoptérodactyloïdé, soit un membre primitif des Eupterodactyloidea. Cela fait des Dsungaripteroidea un groupe beaucoup plus important.
Alexander Kellner, en 2003, a défini très différemment le clade des Dsungaripteroidea, comme le « groupe contenant le dernier ancêtre commun de Nyctosaurus et Quetzalcoatlus, et tous ses descendants ».

## Paléobiologie
Les dsungaripteroides, selon Unwin, semblent être en grande partie des ptérosaures terrestres. Non seulement ils ont des parois osseuses épaisses et des proportions corporelles généralement robustes, mais ils se produisent également dans les environnements intérieurs, généralement loin de la côte[pas clair]. Leur style de vol reste largement non testé, mais il est supposé qu'il était dominé par des battements effrénés et des atterrissages brusques.